# Sân bay Andøya
Sân bay Andøya, Andenes (IATA: ANX, ICAO: ENAN) (tiếng Na Uy: Andøya lufthavn, Andenes) là sân bay phục vụ Andenes, Na Uy, nằm ở đô thị Andøy. Sân bay này tọa lạc bên cạnh thị xã Andenes, và nằm trên một phần lớn diện tích của mũi bắc đảo Andøya. Trung tâm Không gian Na Uy và Andøya Rocket Range nằm trong sân bay này. Cơ quan quản lý sân bay này là Avinor.
Ý tưởng xây sân bay quân sự đã được đưa ra trong một cuộc họp NATO ở Lisboa năm 1951. Chiếc máy bay đầu tiên cất hạ cánh ở sân bay này vào ngày 17 tháng 9 năm 1954. Năm 1968, đường băng thứ hai được hoàn thành. Từ ngày 1 tháng 4 năm 2006 Coast Air được chọn làm hãng vận chuyển với các tuyến bay nối với Bodø và Tromsø.

## Các hãng hàng không và tuyến bay
- Widerøe (Bodø, Tromsø)